# Hemilissa quadrispinosa
Hemilissa quadrispinosa är en skalbaggsart som beskrevs av Pierre Émile Gounelle 1913. Hemilissa quadrispinosa ingår i släktet Hemilissa och familjen långhorningar. Inga underarter finns listade i Catalogue of Life.